# قلم أبل
قلم أبل (بالإنجليزية: Apple Pencil)‏ عبارة عن مجموعة من أقلام لاسلكية تم تصميمها وتطويرها بواسطة شركة أبل. لاستخدامها مع أجهزة آي باد اللوحية.
تم الإعلان عن الجيل الأول من قلم أبل جنبًا إلى جنب مع أول iPad Pro في 9 سبتمبر 2015. يتصل لاسلكيًا عبر البلوتوث، وله غطاء قابل للإزالة يخفي موصل لايتننغ المستخدم للشحن. يتوافق القلم مع طرازي آي باد برو من الجيل الأول والثاني، وجميع أجهزة آي باد الأخرى التي تم إصدارها في 2018 وما بعده بمنفذ لايتننغ.
تم الإعلان عن الجيل الثاني من قلم أبل في 30 أكتوبر 2018 إلى جانب الجيل الثالث من آي باد برو. يستخدم موصلًا مغناطيسيًا على جانب الجهاز اللوحي للشحن بدلاً من موصل، ويتضمن مناطق حساسة للمس يمكن النقر عليها لأداء الإجراءات داخل التطبيقات المدعومة. وهو متوافق مع جميع أجهزة آي باد المزودة بمنفذ يو أس بي - سي، بما في ذلك آي باد إير.

## المواصفات

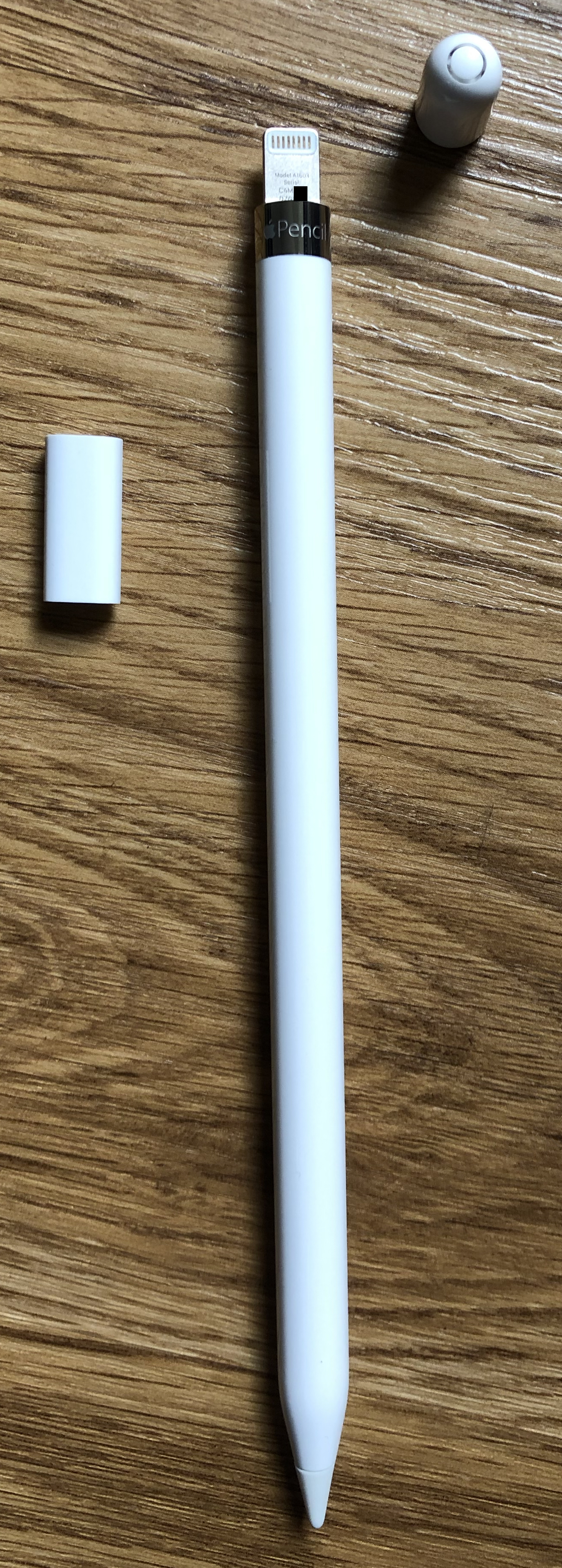
الجيل الأول من قلم أبل مع موصل لايتننغ مكشوف. يوجد محول لايتننغ المرفق في العلبة و الذي يتكون من مدخلين لايتننغ للشحن.

### الجيل الأول
يحتوي قلم أبل على حساسية للضغط واكتشاف الزاوية، وقد تم تصميمه لوقت استجابة منخفض لتمكين وضع العلامات على الشاشة بسلاسة. يمكن استخدام قلم أبل وأصابع المستخدم في نفس الوقت، ووضع راحة اليد على الشاشة لا يؤثر. يوجد في أعلى القلم غطاء قابل للإزالة مغناطيسيًا يغطي موصل لايتننغ يستخدم للشحن من منفذ لايتننغ لجهاز آي باد أو مع استخدام الوصلة المرفقة معه. تدوم الشحنة الأولية حوالي 12 ساعة، لكن 15 ثانية من الشحن توفر طاقة كافية لمدة 30 دقيقة من الاستخدام. يأتي القلم مع محول لايتننغ الذي يتكون من منفذين لايتننغ والذي يسمح باستخدامه مع كبلات الشحن. وهو متوافق مع طرازات آي باد من الجيل الخامس والجيل السادس والجيل السابع وما إلى ذلك.
قامت أبل بالترويج للقلم باعتباره موجهًا نحو العمل الإبداعي والإنتاجية أثناء الكشف عنه، تم عرض قدرات القلم باستخدام إصدار الهاتف المحمول من أدوبي فوتوشوب، وإمكانيات التعليق التوضيحي للمستندات على العديد من تطبيقات مايكروسوفت أوفيس.

### الجيل الثاني
في 30 أكتوبر 2018، أعلنت أبل عن قلم أبل محدث إلى جانب الجيل الثالث من آي باد برو. إنه مشابه في التصميم والمواصفات للنموذج الأول، لكن بدون موصل لايتننغ، وجزء من القلم مسطح لمنع التدحرج. يحتوي على مناطق حساسة للنقر على عليها يمكن تعيينها للوظائف داخل التطبيقات. يتوفر النقش بالليزر المخصص عند الشراء عبر متجر Apple عبر الإنترنت لكتابة أي اسم أو كلمة تردها على القلم.
بدلاً من موصل لايتننغ، تم إقران الجيل الثاني من القلم وشحنه باستخدام موصل شحن لاسلكي مغناطيسي خاص على الجهاز اللوحي يسمى بالسمارت كونكتر. على هذا النحو، فهو مدعوم فقط من قبل الجيلين الثالث والرابع من آي باد برو والجيل الرابع (2020) آي باد إير. تحتوي هذه الطرازات أيضًا على منافذ يو أس بي - سي بدلاً من لايتننغ، مما يجعلها غير متوافقة مع الجيل الأول من قلم أبل. أجهزة آي باد التي تم إصدارها في 2018 أو ما بعده مع منفذ لايتننغ، بما في ذلك الجيل الثالث من آي باد إير والجيل الخامس من آي باد ميني وآي باد الجيل الخامس، السادس والسابع، تدعم فقط الجيل الأول من القلم.

## روابط خارجية
- الموقع الرسمي